# Eurema desjardinsii
Eurema desjardinsii is een vlindersoort uit de familie van de Pieridae (witjes), onderfamilie Coliadinae.
Eurema desjardinsii werd in 1833 beschreven door Boisduval.